# 月光花 (單曲)
月光花（げっこうか）是聖女貞德的第23張單曲，於2005年1月19日發售。本歌曲是日本電視動畫怪醫黑傑克第一期的片頭曲。

## 收錄曲目
1. 月光花 (4:59)
  - 作詞・作曲：Yasu
2. WING (3:55)
  - 作詞：yasu、作曲：You (Janne Da Arc)

東京電視台電視劇『GO!GO!HEAVEN!』片尾曲。本曲是自『will 〜地図にない場所〜』以來再度與電視劇進行商業合作。
3. 月光花 -Black Jack Mix- (2:09)
  - 作詞・作曲：yasu

電視動畫怪醫黑傑克第一期片頭曲、2006年9月4日播放的『怪醫黑傑克21』最後一集的插入歌曲，相較於原版結尾，後面加上一段以鋼琴彈奏的副歌。